# Format DX

Diagram przedstawiający wielkości poszczególnych matryc w odniesieniu do wymiarów klatki filmu małoobrazkowego

Format DX – stosowane przez firmę Nikon Corporation oznaczenie matrycy światłoczułej lustrzanek cyfrowych o wymiarach 23,1–23,6 mm na 15,4–15,8 mm. Format DX jest około 1,5 razy mniejszy od wymiarów klatki filmu małoobrazkowego. W lustrzankach Nikona stosuje się obecnie matryce światłoczułe dwóch rozmiarów: mniejsze matryce DX i tak zwane pełnoklatkowe FX.
Oznaczenie DX stosowane jest również w nazwach obiektywów Nikkor przeznaczonych do lustrzanek niepełnoklatkowych (DX). Obiektywy z oznaczeniem DX tworzą bowiem obraz o mniejszej średnicy niż obiektywy do lustrzanek pełnoklatkowych. Obiektyw tego typu, założony do aparatu z matrycą FX nie dostarczy wystarczającej ilości światła, niezbędnej aby sensor zarejestrował ujęcie w pełnym kadrze. W efekcie zdjęcie będzie zaciemnione na brzegach. Aby uzyskać wyraźny obraz, użytkownik może w menu aparatu ustawić opcję automatycznego zapisu zdjęć na mniejszym formacie – DX. Wszystkie obiektywy przewidziane do lustrzanek pełnoklatkowych można z kolei bez żadnych ograniczeń stosować z lustrzankami cyfrowymi formatu DX.
Aby obliczyć ekwiwalent ogniskowej dla „pełnej klatki” w formacie DX wartość ogniskowej obiektywu należy pomnożyć przez 1,5 – np. obiektyw 50 mm założony na lustrzankę wyposażoną w matrycę formatu DX da rzeczywistą ogniskową 75 mm (50 × 1,5 = 75 mm).

## Lustrzanki cyfrowe z matrycą w formacie DX

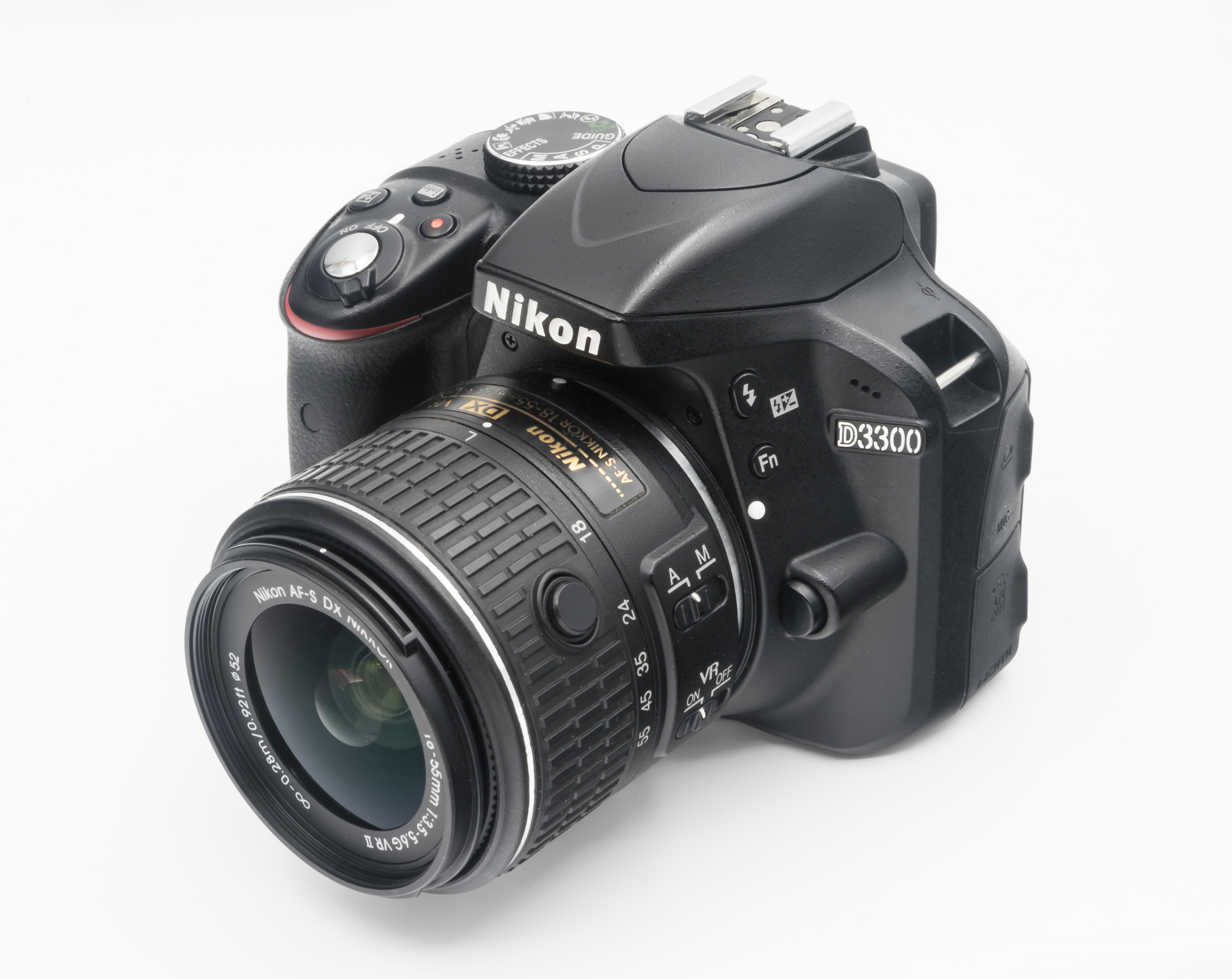
Nikon D3300 z matrycą w formacie DX

| Lustrzanka  | Szerokość sensora (mm) | Wysokość sensora (mm) | Rozdzielczość pozioma | Rozdzielczość pionowa | Megapiksele |
| ----------- | ---------------------- | --------------------- | --------------------- | --------------------- | ----------- |
| Nikon D1    | 23,7                   | 15,5                  | 2012                  | 1324                  | 2,7         |
| Nikon D1H   | 23,7                   | 15,5                  | 2012                  | 1324                  | 2,7         |
| Nikon D1X   | 23,7                   | 15,5                  | 3008                  | 1960                  | 5,9         |
| Nikon D2H   | 23,7                   | 15,5                  | 2464                  | 1632                  | 4,2         |
| Nikon D2Hs  | 23,7                   | 15,5                  | 2464                  | 1632                  | 4,2         |
| Nikon D2X   | 23,7                   | 15,7                  | 4288                  | 2848                  | 12,3        |
| Nikon D2Xs  | 23,7                   | 15,7                  | 4288                  | 2848                  | 12,3        |
| Nikon D40   | 23,7                   | 15,5                  | 3.008                 | 2.000                 | 6,0         |
| Nikon D40x  | 23,7                   | 15,6                  | 3872                  | 2592                  | 10,1        |
| Nikon D50   | 23,7                   | 15,5                  | 3008                  | 2000                  | 6,0         |
| Nikon D60   | 23,6                   | 15,8                  | 3872                  | 2592                  | 10,1        |
| Nikon D70   | 23,7                   | 15,5                  | 3008                  | 2000                  | 6,0         |
| Nikon D70s  | 23,7                   | 15,5                  | 3008                  | 2000                  | 6,0         |
| Nikon D80   | 23,6                   | 15,8                  | 3872                  | 2592                  | 10,1        |
| Nikon D90   | 23,6                   | 15,8                  | 4288                  | 2848                  | 12,3        |
| Nikon D100  | 23,7                   | 15,5                  | 3008                  | 2000                  | 6,0         |
| Nikon D200  | 23,6                   | 15,8                  | 3872                  | 2592                  | 10,1        |
| Nikon D300  | 23,6                   | 15,8                  | 4288                  | 2848                  | 12,3        |
| Nikon D300S | 23,6                   | 15,8                  | 4288                  | 2848                  | 12,3        |
| Nikon D3000 | 23,6                   | 15,8                  | 3872                  | 2592                  | 10,1        |
| Nikon D3100 | 23,1                   | 15,4                  | 4608                  | 3072                  | 14,2        |
| Nikon D3200 | 23,2                   | 15,4                  | 6016                  | 4000                  | 24,7        |
| Nikon D3300 | 23,5                   | 15,6                  | 6000                  | 4000                  | 24,78       |
| Nikon D5000 | 23,6                   | 15,8                  | 4288                  | 2848                  | 12,3        |
| Nikon D5100 | 23,6                   | 15,6                  | 4928                  | 3264                  | 16,1        |
| Nikon D5200 | 23,5                   | 15,6                  | 6000                  | 4000                  | 24,71       |
| Nikon D5300 | 23,5                   | 15,6                  | 6000                  | 4000                  | 24,78       |
| Nikon D5500 | 23,5                   | 15,6                  | 6000                  | 4000                  | 24,78       |
| Nikon D5600 | 23,5                   | 15,6                  | 6000                  | 4000                  | 24,78       |
| Nikon D7000 | 23,6                   | 15,6                  | 4928                  | 3264                  | 16,1        |
| Nikon D7100 | 23,5                   | 15,6                  | 6000                  | 4000                  | 24,71       |
| Nikon D7200 | 23,5                   | 15,6                  | 6000                  | 4000                  | 24,72       |
| Nikon D7500 | 23,5                   | 15,7                  | 5568                  | 3712                  | 21,5        |

## Obiektywy

### Ze stabilizacją VR
- 16–85mm f/3.5-5.6G ED AF-S VR DX
- 18–55mm f/3.5-5.6G AF-S VR DX

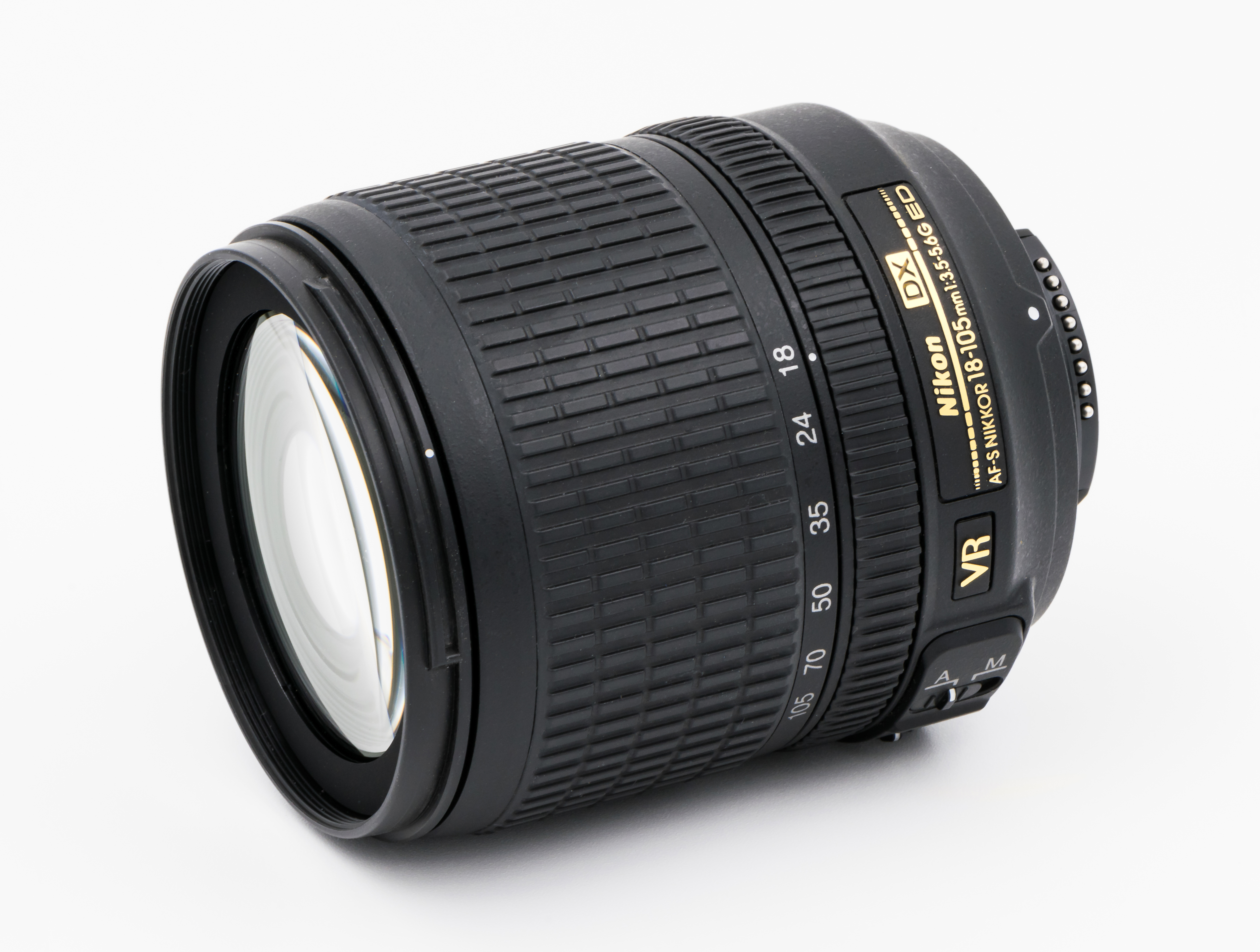
Obiektyw AF-S DX NIKKOR 18-105mm f/3.5-5.6G ED VR

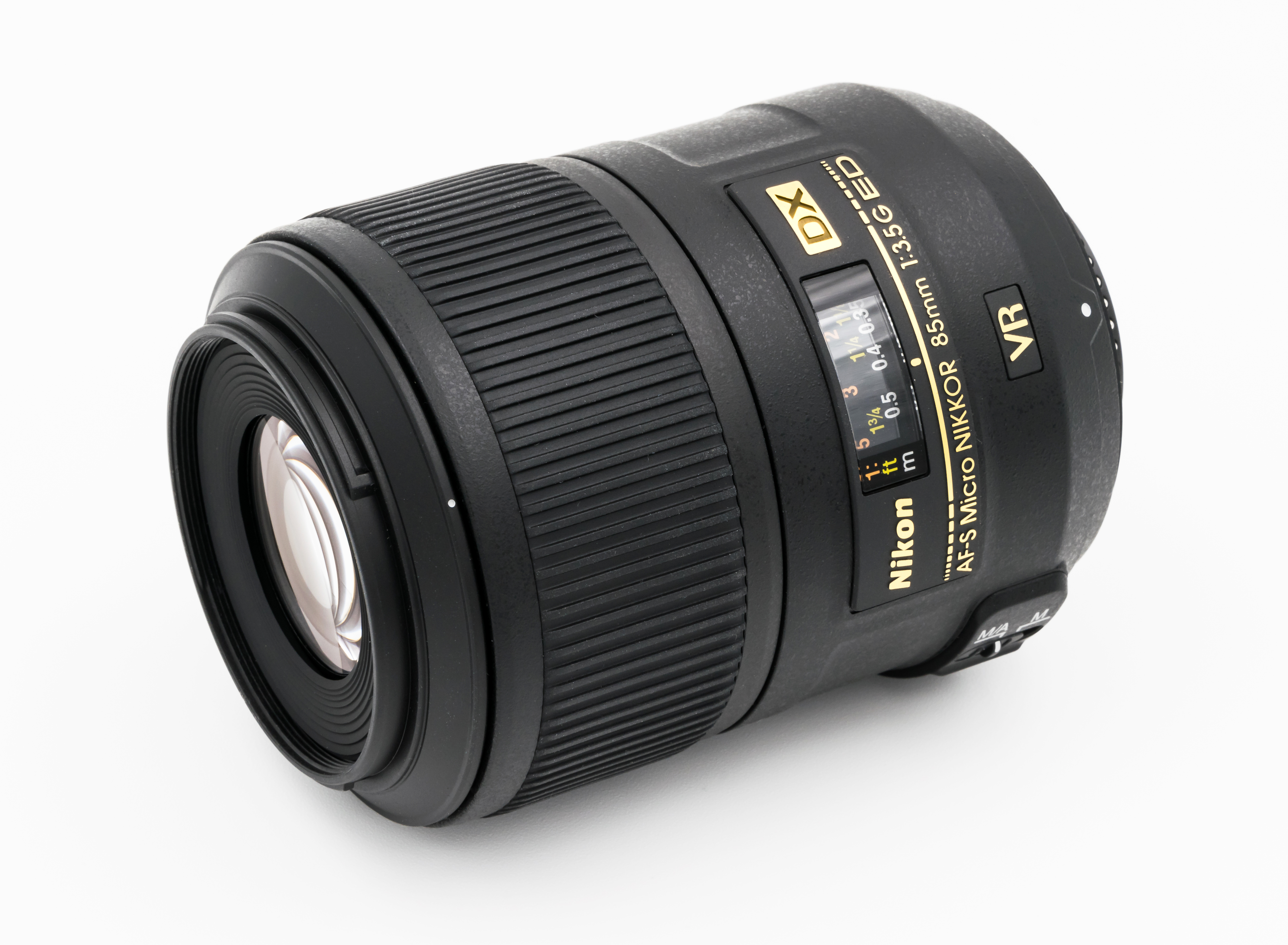
Obiektyw AF-S DX Micro NIKKOR 85mm f/3.5G ED VR

- 18-105mm f/3.5-5.6G ED-IF AF-S VR DX
- 18–200mm f/3.5-5.6G ED-IF AF-S VR DX
- 18–200mm f/3.5-5.6G ED AF-S VR II DX
- 18–300mm f/3.5-5.6G ED AF-S VRII DX ED
- 55–200mm f/4-5.6G ED AF-S VR DX
- 55–300mm f/4-5.6G ED AF-S VR DX
- 85mm f/3.5 micro ED AF-S VR DX

### Bez stabilizacji VR
- 10.5mm f/2.8G ED AF DX Fisheye
- 35mm f/1.8G AF-S DX NIKKOR
- 10–24mm f/3.5-4.5G ED-IF AF-S DX
- 12–24mm f/4G ED-IF AF-S DX
- 17–55mm f/2.8G ED-IF AF-S DX
- 18–55mm f/3.5-5.6G ED AF-S DX
- 18–55mm f/3.5-5.6G ED AF-S II DX
- 18–70mm f/3.5-4.5G ED-IF AF-S DX
- 18–135mm f/3.5-5.6G ED-IF AF-S DX
- 55–200mm f/4-5.6G ED AF-S DX